# Recessivt anlag

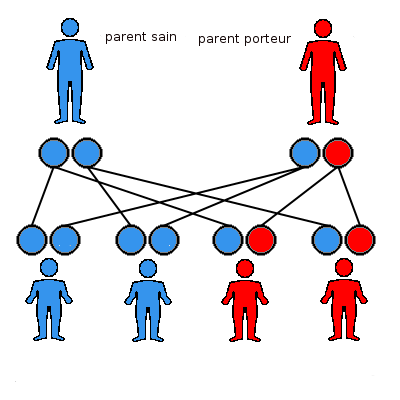
Illustration av ett recessivt anlag. Det blå arvsanlaget är recessivt medan det röda arvsanlaget är dominant. Endast individer med två blå arvsanlag visar den blå egenskapen, medan de som har ett rött och ett blått arvsanlag visar den röda egenskapen.

Ett recessivt anlag är ett begrepp inom genetiken som innebär att det för en egenskap krävs att en individ fått arvsanlag från båda föräldrarna för att egenskapen skall visa sig. Motsatsen är ett dominant anlag, som visar sig även om ett arvsanlag bara ärvts från den ena föräldern. Ett recessivt anlag döljs således av ett dominant anlag.
Ett recessivt anlag kommer från en recessiv allel – en allel som i ett genpar hos en heterozygot individ "underordnar sig" för den andra, dominanta allelen i paret. Den recessiva allelen ger alltså inte upphov till några synliga egenskaper hos individen. Endast i en homozygot individ med två likadana recessiva alleler ger allelen upphov till synliga egenskaper. 
Detta är viktigt när man undersöker genetiska sjukdomar. Man kan vara bärare av en genetisk sjukdom utan att det syns. Ett vanligt exempel är färgblindhet som kan bero på att det är en defekt i generna som styr det röda eller gröna färgseendet. Denna gen sitter i X-kromosomen och är recessiv. Kvinnor, som har två X-kromosomer har inte lika stor andel färgblinda som män, eftersom män har en X och en Y-kromosom. Får mannen den defekta allelen blir han färgblind.
Även Sickelcellsanemi beror på en recessiv allel. Där är det dock gynnsamt att vara heterozygot, eftersom man då har ett visst skydd mot malaria. Denna allel sitter inte på könskromosomerna, utan på kromosom 11.